# Novo Leski
Novo Leski (în bulgară Ново Лески) este un sat în Obștina Hadjidimovo, Regiunea Blagoevgrad, Bulgaria.

## Demografie
Componența etnică a satului Novo Leski
     Bulgari (70,12%)
     Nicio identificare (9,54%)
     Altele (20,95%)
La recensământul din 2011, populația satului Novo Leski era de 482 locuitori. Din punct de vedere etnic, majoritatea locuitorilor (70,12%) erau bulgari. Pentru 9,54% din locuitori nu este cunoscută apartenența etnică.